# Eppo Jan Boneschanscher
Eppo Jan Boneschanscher (Oostwold, 15 mei 1852 – Zuurdijk, 13 juli 1912) was een Groningse onderwijzer, hoofd der school en koster te Zuurdijk en kinderliedschrijver. Hij gaf een dertigtal boekjes met bladmuziek uit, met name van kinderliedjes, steeds onder de naam E.J. Boneschanscher.
Zijn jongste broer, onderwijzer en fotograaf Engelke Jan Boneschanscher (1858-1946), had dezelfde initialen en werd eveneens bekend onder de naam E.J. Boneschanscher.

## Leven en werk
Eppo Jan Boneschanscher was de zoon van Berend Jans Boneschanscher (1822-1858), een onderwijzer, en Geessien Eppes Bosch (1828-1892). Hij was de oudste van vijf kinderen (na hem volgden Jan, Abeltje, Wemelina en Engelke Jan). Zijn jongste broer was fotograaf in Dwingeloo.
Eppo Boneschanscher trouwde in 1882 met Wobbina Arendina Adriana Hoen. Uit het huwelijk kwamen geen kinderen voort.
Boneschanscher werd onderwijzer aan een lagere school en was van 1880 tot 1912 hoofd van de openbare school te Zuurdijk. Hij was daar eveneens koster. Hij was hoofdredacteur van het tijdschrift Uitstapjes op allerlei gebied. Volkstijdschrift (1885-1886).
Als onderwijzer organiseerde Boneschanscher schaatswedstrijden voor zijn leerlingen en gaf daarvoor in 1895 twee boekjes met toepasselijke liedjes uit, getiteld De vroolijke Schaatsenrijder en Op het ijs!
Tot de kinderliedjes van zijn hand behoorden onder meer: 'Ik weet een poesje wonder net, / Een poesje wit en grauw'; 'Komt, heffen wij een liedjen aan, / Wij zijn zoo blij te moe'; en ' 't Haantjen op den nieuwen toren / Draait gedurig in het rond'.
Hij overleed in 1912, in de leeftijd van 60 jaar. Zijn echtgenote was in 1905 reeds overleden, op 48-jarige leeftijd.

## Uitgaven (selectie)
- 1895 - De vroolijke Schaatsenrijder. Tweestemmige ijsliedjes. Melodieën en woorden van E.J. Boneschanscher
- 1895 - Op het ijs! 5 tweestemmige IJsliedjes voor Scholen, Huisgezinnen en Kinderzanggezelschappen, bewerkt door E.J. Boneschanscher
- 1895 - 15 twee- en driestemmige liedjes, in noten- en cijferschrift (Chevé-methode); voor scholen, huisgezinnen en kinderzanggezelschappen. Muziek en tekst van E.J. Boneschanscher
- 1895 - 5 twee- en driestemmige schoolfeestliedjes, in noten- en cijferschrift (Chevé-methode); voor scholen, huisgezinnen en kinderzanggezelschappen. Muziek en tekst van E.J. Boneschanscher
- 1899 - Het nieuwe nieuwjaarswenschenboekje; voor kleine en groote kinderen, bevattende 50 nieuwjaarsversjes, waaronder 5 naamgedichten in godsdienstigen geest, door E.J. Boneschanscher
- ca. 1899 - Voor groote liên; 25 berijmde nieuwjaarswenschen van ernstige strekking, door E.J. Boneschanscher
- 1905 - De kleine zangvogeltjes. Deel 1: Dertig eenvoudige, éénstemmige liedjes voor de bewaarscholen en de laagste klassen der volksschool. Woorden en muziek van E.J. Boneschanscher (ill. P. Clason)
- 1905 - De kleine zangvogeltjes. Deel 2: Dertig kleine één- en tweestemmige liedjes voor de eerste vijf à zes leerjaren der volksschool. Woorden en muziek van E.J. Boneschanscher (ill. P. Clason)
- ca. 1900 - 20 kleuterwenschjes met nieuwjaar; voor kinderen van 7, 8, 9, en 10 jaar in scholen en huisgezinnen, door E.J. Boneschanscher
- z.j. - Nieuwe oorspronkelijke kleuterdeuntjes; (cijfer en balk) in den volkstoon, ten dienste van de bewaarscholen en de eerste drie klassen der volksschool, door E.J. Boneschanscher